# Šťavelan uranylu
Šťavelan uranylu je sůl kyseliny šťavelové a uranylového kationtu (COO)2UO2. Je častou součástí průmyslových jaderných procesů na začátku i konci palivového cyklu. Protože je tato látka hygroskopická, tak se jen zřídka vyskytuje v bezvodé podobě a za pokojové teploty obvykle vytváří trihydrát (UO2C2O4·3H2O).
Sloučenina tvoří jednoklonné krystaly s prostorovou grupou P21/c.

## Výroba a použití
Trihydrát šťavelanu uranylu se vyrábí reakcí hexahydrátu dusičnanu uranylu s kyselinou šťavelovou.
Šťavelan uranylu má využití v aktinometrech.